# Diplogaster minor
Diplogaster minor is een rondwormensoort uit de familie van de Diplogasteridae. De wetenschappelijke naam van de soort is voor het eerst geldig gepubliceerd in 1929 door Kreis.